# L'Assemblée nationale
Pour les articles homonymes, voir Assemblée nationale.
L'Assemblée nationale est une revue française du XIXe siècle.
En juillet 1857, sa publication fut suspendue pour une durée de trois mois et elle fut obligée de changer de titre. Elle devint alors Le Spectateur, mais fut interdite en janvier 1858.
Armand de Pontmartin y collabora de 1853 à 1858.